# ホワイト・レディ
ホワイト・レディ（英語: White Lady）は、ジンをベースとするカクテルであり、ショートドリンク（ショートカクテル）に分類される。

## 誕生
1920年代に誕生したカクテルとされるが発祥については諸説ある、
- パリのハリーズ・ニューヨーク・バー（英語版）のハリー・マッケルホーン（英語版）が1925年に創作した[2][3][4]。
  - マッケルホーンは以前にロンドンの「シローズ・クラブ (Ciro's Club)」に勤めており、1919年にペパーミント・リキュールをベースとしたホワイト・レディを考案した[2][4][5]。
- ロンドンのサヴォイ・ホテルのアメリカン・バー（英語版）のハリー・クラドックが創作した[3][6]。
- ロンドンのサヴォイ・ホテルのアメリカン・バーのエイダ・コールマンが「pure and white as a maiden's soul.」という客のリクエストに応える形で創作した[7]。

名称の由来についても、諸説ある。
- モッコウバラのWhite Lady Banksにちなむ[6]。
- ウエディングドレスに白色を用いた最初の人物と言われるヴィクトリア女王にちなんだ[要出典]。

## レシピの例
国際バーテンダー協会によるレシピを以下に挙げる。
材料
- ジン - 40ml
- トリプルセック - 30ml
- レモン・ジュース - 20ml

作り方
1. 氷と共に全ての材料をシェイクする。
2. カクテルグラスに注ぐ。

## 登場する作品
- 『鏡の国の戦争（英語版）』 - ジョン・ル・カレの小説。ライザーの愛飲酒とされる。
- 『死体をどうぞ（英語版）』 - ドロシー・L・セイヤーズの小説。
- 『海流のなかの島々』 - アーネスト・ヘミングウェイの小説。
- 『貴婦人(ホワイトレディ)、神戸に死す』 - 山浦弘靖の小説。カクテル刑事シリーズ3作目。
- 『かぐや様は告らせたい〜天才たちの恋愛頭脳戦〜』
- 『バーテンダー』 - 原作：城アラキ、作画：長友健篩の漫画作品。コミックス20巻収録の話にピンク・レディー、ブルー・レディ（フランス語版）と合わせて「カクテル三姉妹」として紹介する話がある。

## バリエーション
サイドカー
ジンをブランデーにかえる。
ウイスキー・サイドカー
ジンをウイスキーにかえる。
バラライカ
ジンをウォッカにかえる。
X-Y-Z
ジンをラム酒にかえる。
マルガリータ
ジンをテキーラにかえる。
パーフェクト・レディ
クレーム・ド・ペシェ（ピーチ・リキュール）と卵白を加える。